# Sturnornis
Genre
Synonymes
- Sturnia Lesson, 1837[2]
- Agropsar Oates, 1889[2]

Sturnornis est un genre monotypique de passereaux de la famille des Sturnidés. Il est endémique du Sud-Ouest du Sri Lanka.

## Liste des espèces
Selon la classification de référence du Congrès ornithologique international (version 8.1, 2018) :
- Sturnornis albofrontatus (Layard, EL, 1854) — Étourneau de Ceylan, Étourneau du Sri Lanka, Martin à face blanche